# Cantón Mejía
Cantón Mejía är en kanton i Ecuador.   Den ligger i provinsen Pichincha, i den centrala delen av landet, 28 km sydväst om huvudstaden Quito.